# WorldShift
WorldShift is een sciencefiction real-time strategy computerspel ontwikkeld door Black Sea Studios. Het speelt zich af in de verre toekomst na de inslag van een mysterieus object op Aarde. Een eerste titel voor dit spel was Extinction.

## Verhaallijn
In de 21e eeuw slaat een mysterieus object in op Aarde wat de gehele beschaafde wereld vernietigd. WorldShift speelt zich af duizenden jaren na deze gebeurtenis, in een periode waarin de menselijke beschaving een vervagende mythe is geworden. De resten van het mysterieuze object, beter bekend als Shard Zero, verspreiden nog steeds een Plaag over de Aarde. Het menselijk ras heeft een nieuwe cultuur ontwikkeld en ze leven nu in 5 zeer grote steden waarin zij elke dag proberen te overleven. De rest van de aarde wordt bevolkt door de Tribes die afstammen van de mensen die als eerste in aanraking kwamen met de Plaag.

## Speelbare partijen
In het spel zijn er drie speelbare partijen:
- Humans: deze leven in vijf grote steden
- Tribes: deze leven op de rest van de Aarde
- The Cult: over dit buitenaardse ras is nog weinig bekend